# Брдска нахија
Брдска нахија је била управна јединица (нахија) у Књажевини Црној Гори. Обухватала је дио историјске области Брда. У ову нахију су спадала два од седам брдских племена: Бјелопавлићи и Пипери. Главни град нахије био је Даниловград. Постојала је до 1903. године, када је ушла у састав новостворене Зетско-брдске области. Административна реформа из 1910. године предвиђала је да та област буде подјељена на два дијела, односно на Зетску област и Брдску област, али то није спроведено у дјело, тако да је Зетско-брдска област остала до аустроугарске окупације (1916).

## Историјски подаци из 1895. године
Границе Ова се нахија налази сјеверно од Зетске а у средини Црне Горе: граничи са сјевера Никшићком нахијом, са истока Морачком и Зетском; са југа Зетском и Катунском и са запада опет Катунском.
Племена Ова се нахија дијели на два велика племена: Бјелопавлићи и Пипери.
Планине Највеће су планине у овој нахији: Лебршник, Прекорница, Маганик, Каменик и Броћник, а брда су: Веље и Мало Брдо, гдје су биле многе битке са Турцима.
Равнице Овом се нахијом пружа дугачка Бјелопавлићка равница као и омање Радовче и Копиље.
Воде Кроз Бјелопавлићку равницу тече ријека Зета, која извире испод брда Планинице, а постаје у околини Никшића; с десне стране има притоку ријеку Сушицу. Зета утиче код развалина града Дукље у Морачу.
Путеви Кроз ову нахију начињен је колски пут, који је спаја са Зетском и Никшићком [*] нахијом; има и коњанички, којим се иде у манастир Острог и други преко племена Загарача и Љешанске нахије за Ријеку.
Позната мјеста Главно мјесто ове нахије јесте Данилов Град, који се налази на десној обали ријеке Зете, преко које је начињен велики Мирков мост. У вароши је основна школа, општинска управа, телеграф и пошта. Друга је мала варошица Спуж, у коме се налази главна оружница, основна. школа и црква.
Још су знатна мјеста у овој нахији: Острог, гдје се налазе два манастира: горњи и доњи. У горњем се налазе мошти светога Василија, који је тај манастир сазидао. Острог је свето мјесто, гдје се особито о Тројичину дану скупља много поклоника од све три вјероисповиједи српске. У Острогу се био затворио велики војвода Мирко Петровић са двјеста јунака 1852. године од навале турске, која је била одбијена. Од Острога до Спужа било је много бојева 1877. године, који се зову Девет крвавих дана. Ждребаник је манастир кога су сазидали Немањићи. Ћелија Пиперска исто манастир, кога је сазидао калуђер свети Стеван, гдје му се и сад мошти налазе. Мартинићи, гдје је под управом владике Петра I однијета велика побједа над Махмут-пашом Бушатлијом 1796. г.; Маљат у Мартинићима, гдје је био бој са Турцима 1876. г.; Рогами у Пиперима, гдје је наша војска побиједила турску 1876. год.; Веље Брдо, Коловоз и Расина Главица знатни су због тога што су се на овим мјестима догађали многи [**] бојеви са Турцима. На Орјој Луци налази се књажев дворац.
Поднебље У овој нахији поднебље је по планинама хладно, а у равници је доста топло. Земља је добра за обрађивање и сијање свију усјева, поврћа и воћа. Понајвише се сије: кукуруз, пшеница и јечам. Од домаћих животиња држе се говеда, овце, козе, свиње и коњчад. По планинама, које су обрасле густом шумом има доста дивљачи, а у ријекама има доста риба.
Становништво Народ се у овој нахији занима земљорадњом и сточарством, а при томе и риболовом. Трговином и занатима бави се врло мало, јер још људи нису схватили њихову важност. Начин је им живљења неудесан и прост, али се усавршава и побољшава.